# Crimisus tibialis
Crimisus tibialis är en insektsart som först beskrevs av Bruner, L. 1910.  Crimisus tibialis ingår i släktet Crimisus och familjen torngräshoppor. Inga underarter finns listade i Catalogue of Life.